# 園の墓
座標: 北緯31度47分1.87秒 東経35度13分47.92秒 / 北緯31.7838528度 東経35.2299778度

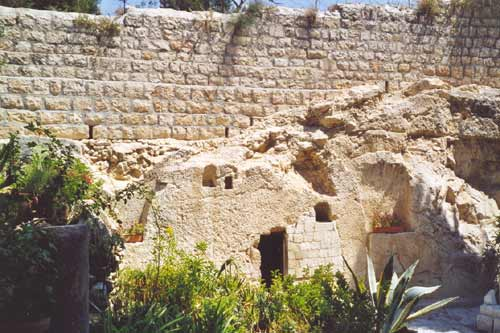
園の墓

園の墓（そののはか、英語: Garden Tomb、ヘブライ語: גן הקבר）は、イエス・キリストがゴルゴタの丘で十字架刑にあった後に葬られたキリストの墓とされる場所。エルサレム内城のすぐ北にある。
イエスの墓と比定される著名な聖所としては、城内の聖墳墓教会がある。4世紀コンスタンチヌス帝時代に、エルサレムの城壁の西側のヤッフォ門近くの場所が墓と比定され、その地に聖墳墓教会が建立された。
これに対して以前から疑問が投げかけられていたが、19世紀になってプロテスタント教会の人々が城壁の北側のダマスカス門に近い城外の岩場の多いこの場所を比定した。20世紀前半にイギリスがパレスチナを統治した時代に、「園の墓」として多くの発掘と整地がされて、その中でもゴードン総督がこの地を推奨したことで有名である。現在では観光地にもなっている。

## 参照項目
- キリストの墓
- 復活 (キリスト教)